# قائمة أنواع الخلايا المميزة في جسم الإنسان البالغ

## الخلايا المشتقة بالأصل من الأديم الباطن

### الخلايا الظهارية خارجية الإفراز.
·   غدة برونر، غدة الاثنا عشر(الانزيمات، مخاط قلوي)
1. ·   الخلايا الكأسية المعزولة للجهاز التنفسي والهضمي (إفراز مخاطي)
2. المعدة

- الخلايا النقيرية (الإفراز المخاطي)
- الخلايا الرئيسية(إفراز مولد الببسين)
- الخلايا الجدارية(إفراز حمض الهيدروكلوريك).

4.  الخلايا البنكرياسية العنيبية (إفرازات ثنائي الكاربونات والإنزيم الهضمي)
5.   خلايا بانيث في الأمعاء الدقيقة (إفراز ليسوزيم)
6.   خلايا رئوية من النمط الثاني (إفراز فعال في السطح الرئوي)
7.خلايا مضربية  من الرئة

#### الخلايا الحاجزة.
1. ·   خلايا رئوية من النمط الأول
2. ·   خلايا الظهارية بالمرارة
3. ·   خلايا عنيبية مركزية (بنكرياس)
4. ·   خلايا القناة المقحمة (بنكرياس)
5. ·   خلايا الحافة الفرشية المعوية (مع زغيبات)

##### الخلايا المفرزة للهرمونات
خلايا صماوية معوية
1. ·   الخلايا القاتلة (تفرز الببتيد المثبط للمعدة)
2. ·   خلايا L (تفرز غلوكاغون بشكل ببتيد-1)
3. ·   خلايا I (تفرز كوليسيستونين)
4. ·   خلايا G (تفرز جاسترين)
5. ·   خلايا معوية ألفية الكروم (تفرز سيروتونين)
6. ·   خلايا على شكل ألياف الكروم المعوي (تفرز هيستامين)
7. ·   خلايا N (تفرز نيروتينسن) ·   خلايا S (تفرز سكريتين) ·   خلايا D (تفرز سوماتوستاتين) ·   خلايا M(تفرز موتيلين) ·   هرمونات أخرى تم إفرازها: الببتيد المعوي الفعال في الأوعية، ·    المادة P ·   ألفا وغاما إندورفين ·   بومبيزن

·   خلايا الغدة الدرقية
1-الخلايا الرئيسية الدريقية
2-الخلايا الحمضة
·   جزيرات البنكرياس (جزيرات لانجرهانز)
1-خلايا ألفا (تفرز غلوغكان)
2-خلايا بيتا (تفرز إنسولين وأميلين)
3-خلايا ديلتا (يفرز سوماتوستاتين)
4-خلايا إيبسيلون
5-خلايا غاما (عديد الببتيد البنكرياسي)

## الخلايا المشتقة في الأصل من الأديم الظاهر

### ·   الخلايا الظهارية خارجية الإفراز
1-الخلايا المخاطية للغدد اللعابية
2-الخلايا المصلية للغدد اللعابية
3-خلايا غدة فون إبنر في اللسان (غسول براعم الذوق)
4-خلايا غدة الثدي (إفراز الحليب)
5-خلايا الغدة الدمعية (إفراز دموع)
6-خلايا الغدد الصملاخية في الأذن (إفراز شمع الأذن)
7-خلايا غدد العرق المبرزة المعتمة (إفراز جلوكوبروتين)
8 – خلايا غدد العرق المبرزة الصافية (إفراز جزيء صغير)
9-خلايا غدد عرقية مفترزة (إفراز مطلق للرائحة، هرمون جنسي حساس)
10-خلايا غدة مول في جفن العين (غدة عرقية متخصصة)
11-خلايا الغدة الزهمية (إفراز زهم غني بالدهون)
12-خلايا غدة بومان في الأنف (غسول الظهارة الشمية)

### خلايا إفراز الهرمونات
- الخلايا النخامية الأمامية/المتوسطة

1-موجه قشري
2-موجه للغدد التناسلية
3-مفرزة البرولاكتين
4-موجه للميلانين
5-موجه جسدية
6-الموجهة الدرقية
- ·    كبير الخلايا العصبية الإفرازية، تفرز أوكسيتوسين وفازوبريسين
- ·     صغير الخلايا العصبية الإفرازية، تفرز الهرمون المطلق لموجهة الدرقية، الهرمون المطلق لموجهة القشرة، أوكسيتوسين، نيروتنسين وبرولاكتين.
- خلايا ألفية الكروم (الغدة الكظرية)

- ·     الخلايا الظهارية

1-خلية كيراتينية (الخلية البشروية التمايزية)
2-الخلية البشروية القاعدية (الخلية الجذعية)
3-خلية ميلانينية
4-كيسة الشعرة (تكون مصدراً لخلايا البشرة والاظافر)
- خلية ساق الشعرة النخاعي
- خلية ساق الشعرة القشرية
- خلية ساق الشعرة الجليدية
- خلايا جذر الشعرة الغمدية لطبقة هكسلي
- خلايا جذر الشعرة الغمدية لطبقة هنلي
- خلايا جذر الشعرة الخارجي

5-الخلايا الظهارية لسطح القرنية، اللسان، للفم، للتجويف الأنفي، القناة الشرجية البعيدة، قناة مجرى البول البعيدة، قتحة الفرج البعيدة.
6- الخلايا القاعدية (الخلايا الجذعية) لسطح القرنية، اللسان، للفم، للتجويف الأنفي، القناة الشرجية البعيدة، قناة مجرى البول البعيدة، قتحة الفرج البعيدة.
7-خلايا القناة المقحمة (الغدد اللعابية)
8-خلايا القناة المخططة (الغدد اللعابية)
9-خلايا القناة اللبنية (غدة ثديية)
10-أورمة الميناء (ترسب مينا الأسنان)
الخلايا الفموية
- ·    أورمة الخلية السنية (تكون المادة العاجية للأسنان)
- ·    أورمة ملاطية (تكون ملاط الأسنان)

الجهاز الصعبي
يوجد خلايا عصبية، معروفة أيضا باسم عصبونات، موجودة في جسم الإنسان.هي خلايا متشعبة. هذه الخلايا تشكل نسيح عصبي. عصبون يتألف من جسم خلية به نواة وسيتوبلازم،
تنشأ منه أجزاء طويلة تشبه الشعر الرقيق.
الخلايا الترجامية الحسية
1-  خلايا الشعر السمعية الداخلية لجهاز كورتي                                                                                                                                                                                                                      2-خلايا الشعر السمعية الخارجية لجهاز كورتي
3-الخلايا القاعدية للظهارة الشمية  (الخلايا الجذعية للخلايا العصبية الشمية)
4-الخلايا العصبية الحسية الأولية الحساسة للبرودة
5-الخلايا العصبية الحسية الأولية الحساسة للحرارة
6-خلايا البشرة ميركل
7-مستقبلات الشم
8-الخلايا العصبية الحسية الأولية الحساسة للألم
9-الخلايا المستقبلة للضوء في شبكية العين:
- خلايا عصوية مستقبلة للضوء
- مستقبلات ضوئية حساسة للخلايا المخروطية الزرقاء للعين
- مستقبلات ضوئية حساسة للخلايا المخروطية الخضراء للعين
- مستقبلات ضوئية حساسة للخلايا المخروطية الحمراء للعين

10-الخلايا العصبية الحسية الأولية
11-الخلايا العصبية الحسية الأولية الحساسة للمس
12-جهاز استشعار درجة الحموضة في الدم (الخلايا الكبيبية المستقبلة الكيميائية لخلية الجسم السباتي)
13-خلايا الشعر الخارجية للجهاز الدهليزي للأذن (التسارع والجاذبية)
14- خلايا الشعر الداخلية للجهاز الدهليزي للأذن (التسارع والجاذبية)
15-خلايا مستقبلات الذوق من برعم التذوق
الخلايا العصبية اللاإرادية
- ·     الخلايا العصبية الكولينية (أنواع مختلفة)
- ·     الخلايا العصبية الأدرينالية (أنواع مختلفة)
- الخلايا العصبية ببتيدية المفعول

الخلايا العصبية المحيطية الداعمة للأعضاء
- ·     الخلايا العمادية الداخلية لعضو كورتي.
- ·     الخلايا العمادية الخارجية لعضو كورتي
- ·     الخلايا السلامية الداخلية لعضو كورتي
- ·     الخلايا السلامية الخارجة لعضو كورتي
- ·     الخلايا الهامشية لعضو كورتي
- ·     خلايا هنسن لعضو كورتي
- ·     الخلايا الداعمة للجهاز الدهليزي
- ·     الخلايا الداعمة للبرعم الذوقي
- ·     الخلايا الداعمة للظهارة الشمية
- ·     الخلايا الشمية المغمدة
- ·     خلية شفان
- ·     الخلايا الدبقية الساتلية
- ·     الخلايا الدبقية المعوية

     عصبونات الجهاز العصبي المركزي والخلايا الدبقية
·     الخلايا العصبية (مجموعة كبيرة ومتنوعة من الأنواع، لا تزال مصنفة بالكامل)
- الخلايا السفطية
- خلايا عجلة العربة

- الخلايا النجمية
- خلايا غولجي
- خلايا حبيبية
- خلايا لوغارو
- خلايا الفرشاة أحادية القطب
- خلايا مارتينوتي
- خلايا شاندليه
- خلايا كاجال – ريتزيوس
- خلايا الباقة المزدوجة
- خلايا نيروجليفورم
- الخلايا الأفقية الشبكية
- خلايا عديمة المحوار في شبكية العين
- خلايا نجمية متشعبة عديمة الألياف الطولية
- عصب العمود الفقري الشوكي
- خلايا رينشو
- خلايا رئيسية

- الخلايا العصبية المغزلية
- الخلايا العصبية مثل الشوكة
- خلايا هرمية
- خلايا الشبكة
- خلايا بيتز
- خلايا نجمية
- الخلايا الحدودية
- الخلايا الكثيفة
- خلايا بوركينجي
- الخلايا العصبية الشوكية المتوسطة
- الخلايا النجمية
- الخلايا الدبقية قليلة التغصن
- خلايا البطانة العصبية
- الخلايا الممتدة
- الخلايا النخامية

خلايا العدسة
- خلايا العدسة الأمامية الظهارية

خلايا ألياف العدسة البلورية        

#### خلايا التخزين والأيض
الخلايا الشحمية
- الخلايا البيضاء الدهنية

- الخلايا البنية الدهنية

شحوم الكبد       
الخلايا الإفرازية
- خلايا قشرة الغدة الكظرية
- خلايا المنطقة الكبيبية تنتج القشرانيات المعدنية
- خلايا المنطقة الحزمية تنتج جلوكوكورتيكيد
- خلايا المنطقة الشبكية تنتج  الأندروجينات
- الخلايا القرابية الداخلية من حويصلة المبيض التي تنتج هرمون الأستروجين
- خلية الجسم الأصفر ممزقة من حويصلة المبيض التي تفرز هرمون بروجستيرون
- خلايا الجسم الأصفر الحبيبية
- الخلايا اللوتينية القرابية
- خلايا لايديج من الخصيتين تفرز هرمون التستوستيرون
- خلايا الحويصلة المنوية (تفرز مكونات السائل المنوي، مضمنة فروكتوز للحيوانات المنوية العائمة)
- خلية غدة البروستاتا (تفرز مكونات السائل المنوي)
- خلية الغدة البصلية الإحليلية (إفراز المخاط)
- خلية غدة بارثولين (إفراز مواد التشحيم المهبلية)
- غدة الخلية الليترية (إفراز المخاط)
- خلية بطانة الرحم (إفراز الكربوهيدرات)
- الخلية المجاورة للكبيبات (إفراز الرينين)
- خلية البقعة الكثيفة في الكلى
- خلية محيطة بالقطب من الكلى

- خلية مسراق الكبيبية في الكلى

                 الخلايا الحاجزة
- الجهاز البولي
- الخلية الظهارية الجدارية
- خلية رجلاء
- خلية حدود فرشاة الأنبوب الداني
- حلقة من خلية قطعة رقيقة هنلي
- خلية نبيبات الكلى البعيدة
- خلية  الغدة القنوية في الكلى
- الخلية الرئيسية
- خلية مقحمة

- ظهارة انتقالية (بطانة المثانة البولية)

الجهاز التناسلي
- خلية القنوية (الحويصلة المنوية، غدة البروستاتا، إلخ)
- خلية  قنوية الصادرة
- الخلية البربخية الرئيسية
- الخلية القاعدية البربخية
- نظام الدورة الدموية
- الخلايا البطانية
- الخليا المصفوفة خارج الخلية
- الخلية الظهارية المستوية النصفية من الجهاز الدهليزي للأذن (إفراز البروتيوغليكان)
- الخلية الظهارية من عضو كورتي (يفرز الغشاء الصدري الذي يغطي خلايا الشعر)
- الأنسجة الليفية الضامة الرخوة
- الخلايا الليفية القرنية

    الأوتار الليفية
- الخلايا الليفية لنخاع العظم الشبكي
- الخلايا الليفية غير الظهارية الأخرى
- خلية حوطية
- الخلية النجمية الكبدية (خلية إيتو)
- خلية النواة اللبية للقرص الفقري
- خلايا غضروفية زجاجي
- غضروفية ليفية
- الخلايا  السلفية العظمية (الخلية الجذعية من البانيات)
- خلايا الدم في الجسم الزجاجي للعين
- خلية نجمية من الفضاء المحيط بالمفاوي للأذن
- خلية نجمية في البنكرياس
- غضروف مرن
- بانيات / خلية عظمية
- ملحوظة: الأنسجة الضامة الرأسية والعظام مشتقة من القمة العصبية القحفية  تأتي من طبقة جرثومة الأديم الظاهر.

      خلايا مقلصة
- خلايا العضلات الهيكلية
- خلية العضلات الهيكلية الحمراء (نشل بطيء)
- خلية العضلات الهيكلية البيضاء (نشل سريع)
- خلية عضلية هيكلية وسيطة
- خلية كيس نووي للمغزل العضلي
- سلسلة الخلايا النووية للمغزل العضلي
- خلايا عضلة القلب
- خلية عضلة القلب
- خلية عقدة SA
- خلية ألياف بركنجي
- خلية عضلية ملساء (أنواع مختلفة)
- الخلية العضلية الظهارية للقزحية
- الخلايا العضلية الظهارية للغدد الخارجية

  خلايا الدم والجهاز المناعي
- كريات الدم الحمراء (خلايا الدم الحمراء) وسلائف كرات الدم الحمراء
- خلية نواة (طليعة الصفيحات)
- إذا تم اعتبار الصفائح الدموية خلايا متميزة، فهناك حاليًا نقاش حول هذا الموضوع.
- وحيدات (خلايا الدم البيضاء)
- بلاعم النسيج الضام (أنواع مختلفة)
- خلية لانجرهانز البشرة

- ناقضة عظمية (في العظم)
- خلية شجيرية (في الأنسجة اللمفاوية)
- خلية دبقية صغيرة (في الجهاز العصبي المركزي)
- العدلات المحببة والسلائف (الأرومة النخاعية، الخلايا النخاعية، الخلية النخاعية، الخلية الميتاميلوسية)
- الخلايا الحبيبية اليوزينية والسلائف
- الخلايا الحبيبية والسلائف
- الخلايا البدينة
- الخلية التائية المساعدة
- الخلية التنظيمية T
- الخلية التائية السامة للخلايا
- الخلايا التائية القاتلة الطبيعية
- خلية ب
- خلية البلازما
- خلية قاتلة طبيعية
- الخلايا الجذعية المكونة للدم والأسلاف الملتزمة بالدم والجهاز المناعي (أنواع مختلفة)

- الخلايا الجرثومية (في الأصل ليست)
- بزرة البيضة/ بويضة
- نطفة
- الخلية المنوية
- بزرة النطفة (خلية جذعية للخلية المنوية)
- نطفة، حيوان منوي
- خلية حاضنة
- خلية الطبقة المحببة (في المبايض)

- خلية سيرتولي (في الخصية)
- خلية شبكية الظاهرية (في الغدة الضرقية)
- الخلايا الخلالية
- خلايا الكلى الخلالية